# G-spotvibrator

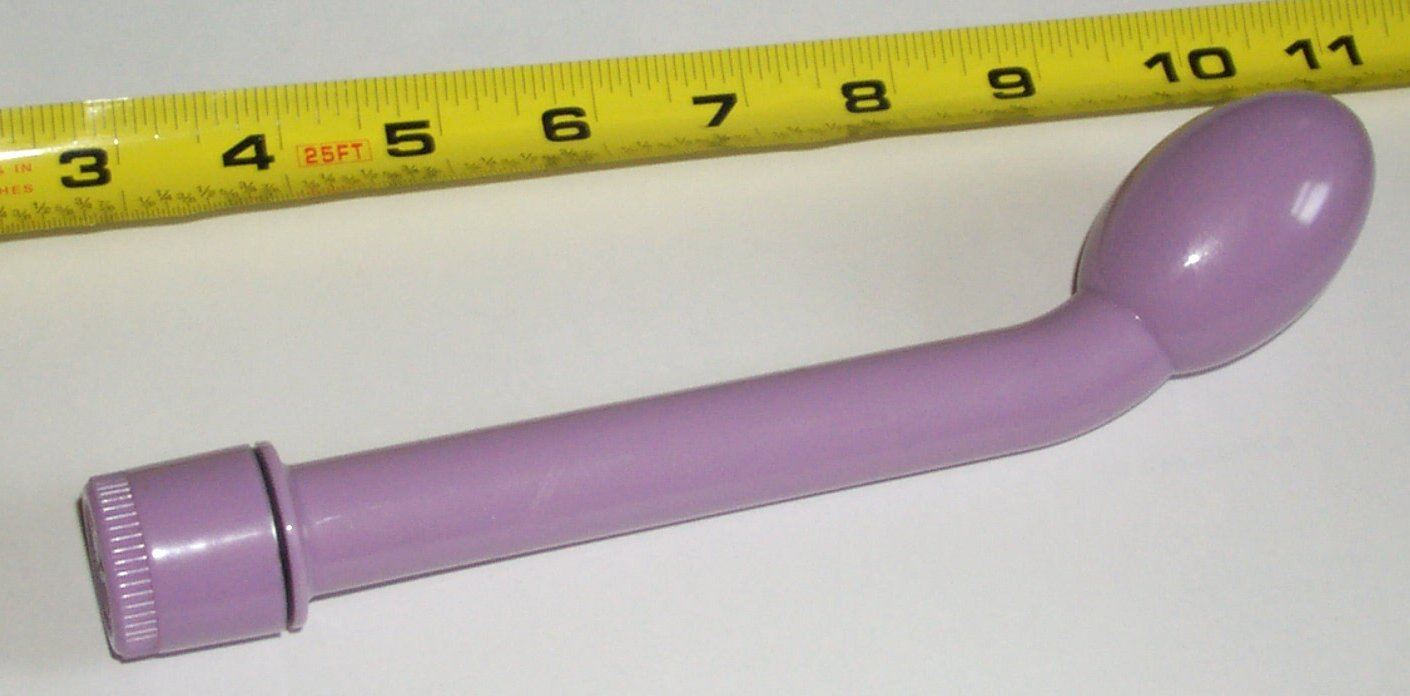
G-spotvibrator (meetlat toont aantal Engelse duimen)

De G-spotvibrator is een vibrator dat zich richt op de stimulering van de G-plek, een klein sponsachtig gevoelig plekje dat zich in de vagina bevindt ongeveer op vijf centimeter aan de kant van de buik.
Wat G-spotvibrators anders maakt dan andere typen vibrators is dat deze doorgaans kleiner van stuk zijn, aangezien de G-plek zich vrijwel meteen achter de vagina ingang bevindt. Tevens is de bovenkant van de vibrator gebogen om beter bij de G-plek te kunnen. De ronde kop maakt het mogelijk om goed druk te kunnen uitoefenen. De G-spotvibrator kan helpen bij het veroorzaken van een krachtiger en intenser orgasme en ook bij sommige vrouwen zorgen voor een ejaculatie.
De G-spotvibrator heeft in de meeste gevallen een dildo of penis-achtige vorm met hierbij nog een extra uitstekend object aan de onderkant om de clitoris te stimuleren. De G-spotvibrator is ontstaan uit het feit dat lang niet alle vrouwen bevredigd of gestimuleerd worden door louter vaginale penetratie. Wanneer er een orgasme plaatsvindt bij vrouwen dan gebeurt dit vaak in combinatie met de stimulering van het gebied rond de G-plek.

## Voor mannen
In het geval van de mannelijke variant richt de vibrator zich op het stimuleren van de prostaat. De stimulering van de prostaat met een G-spot vibrator kan naast seksuele redenen ook uitgevoerd worden vanwege medische redenen, om te helpen bij het voorkomen en behandelen van prostaatklachten en wellicht erectieproblemen.
Er zijn diverse G-spotvibrators beschikbaar voor mannen die in de meeste gevallen een ronde gebogen vorm hebben. De prostaat wordt ook wel gezien als de mannelijke G-plek en deze kan gemasseerd worden met behulp van een G-spotvibrator. Door de locatie van de prostaat is het bijna niet mogelijk voor de man om zijn eigen prostaat te stimuleren zonder hulpmiddelen. De G-spotvibrator wordt bij de man anaal ingebracht en zorgt vervolgens middels trillingen voor een massage van de prostaat. Deze variant kan zorgen voor intense orgasmes en sensaties, maar wordt niet alleen als seksspeeltje gebruikt. Veel mannen krijgen op latere leeftijd last van erectieproblemen of prostaatklachten. Het regelmatig masseren en stimuleren van de prostaat met een G-spotvibrator kan helpen bij het voorkomen en verminderen van klachten. De vibrator zorgt voor een betere doorbloeding en het zogenaamde melken van de prostaat, waarbij al het vloeistof uit de prostaat komt, zorgt dat er geen ophopingen ontstaan en de prostaat schoon blijft, waardoor de kans op infecties en interne ontstekingen verkleind wordt.

## Soorten G-spotvibrators
In de loop der jaren is de G-spotvibrator steeds verder geavanceerd. Dit is te zien in het variërende aanbod. Er zijn G-spotvibrators verkrijgbaar op vervangbare batterijen en er zijn ook varianten die via de netstroom kunnen worden opgeladen. Tevens bestaan er G-spotvibrators met optie tot trillingen. Ook qua formaat en materiaalgebruik zijn er steeds meer varianten op de markt. De meeste G-spot vibrators zijn gemaakt van siliconenmateriaal en van rubber of hard plastic. Deze materialen voelen verschillend aan en smaken verschillen op dit vlak. Consumenten worden aanbevolen om G-spotvibrators die ftalaten of ook wel weekmakers genoemd te vermijden of in ieder geval minder dan 2 uur per week te gebruiken.